# Dennenstrooiselspin
De dennenstrooiselspin (Macrargus carpenteri) is een spinnensoort in de taxonomische indeling van de hangmatspinnen (Linyphiidae).
Het dier komt uit het geslacht Macrargus. Macrargus carpenteri werd in 1894 beschreven door Octavius Pickard-Cambridge.